# Swissmetro

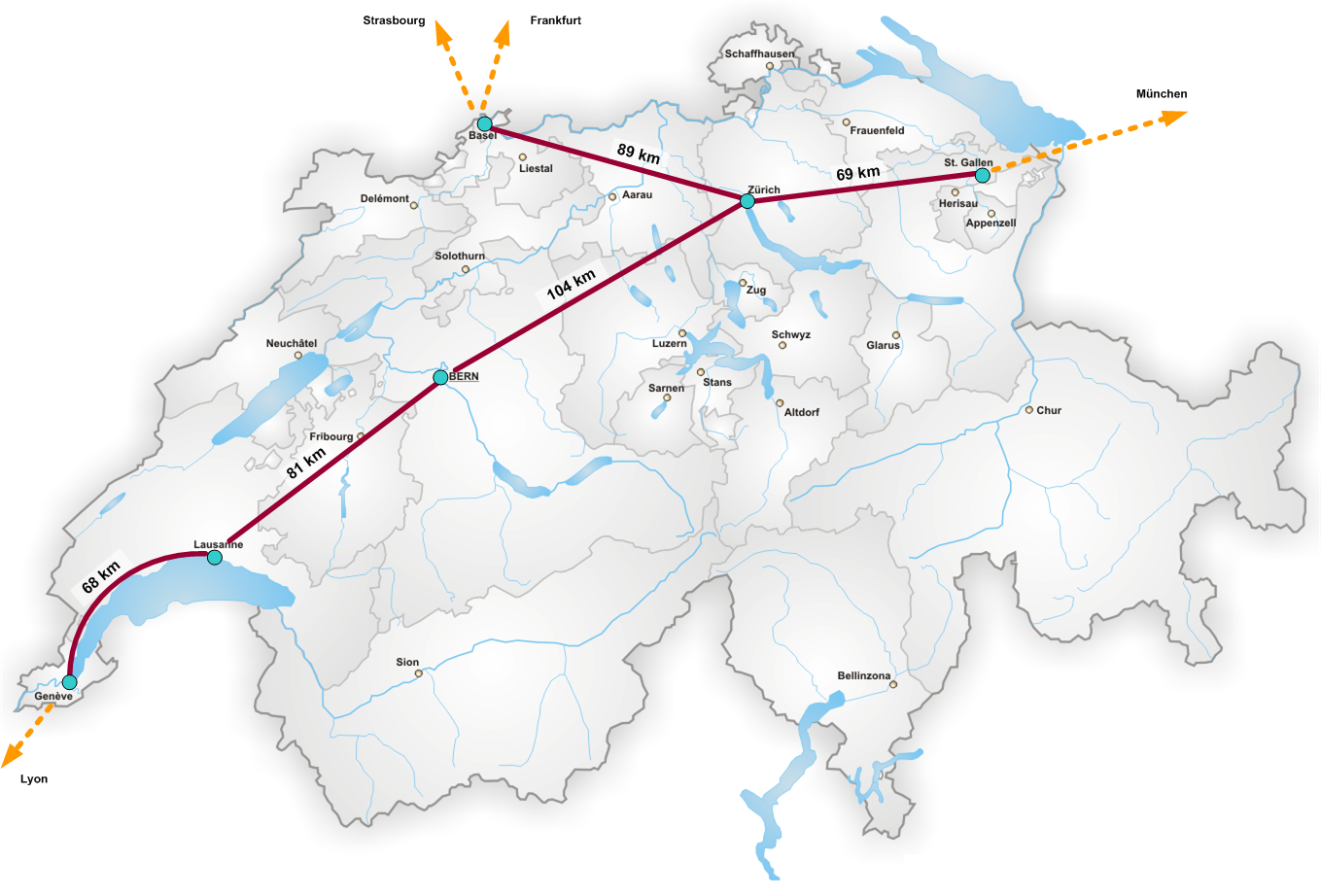
Swissmetro bansträckor (förslag från 2005)

Swissmetro är ett futuristiskt schweiziskt nationellt transportprojekt som bygger på höghastighetståg av Maglev-typ i tunnlar med lågt lufttryck där tågen kan komma upp i hastigheter av upp till 500 km/h.
Sådana tåg skulle märkbart minska restiden mellan Schweiz större städer. Till exempel skulle en resa mellan Bern och Zürich ta 12 min istället för 60 minuter med ett InterCitytåg.
Även om simuleringar har genomförts vid École polytechnique fédérale de Lausanne, kommer projektet troligen inte att genomföras inom en snar framtid. Kina har visat intresse för teknologin så det är möjligt att den kan användas i andra projekt.